# Senior League World Series 2007
Die Senior League World Series 2007 war die 47. Austragung der Senior League Baseball World Series, einem internationalen Baseballturnier für Knaben zwischen 13 und 16 Jahren. Gespielt wurde in Bangor, Maine.

## Teilnehmer
Die zehn Mannschaften bildeten eine Gruppe aus sechs Mannschaften aus den Vereinigten Staaten und eine Gruppe aus vier internationalen Mannschaften.
| Vereinigte Staaten                       | International                                                     |
| ---------------------------------------- | ----------------------------------------------------------------- |
| Brewer & Orrington, Maine Gastgeber      | Saipan, Nördliche Marianen Region Asien-Pazifik                   |
| Freehold Township, New Jersey Region Ost | Vilnius, Litauen Region Europa, Mittlerer Osten und Afrika (EMEA) |
| Cartersville, Georgia Region Süd         | Surrey, British Columbia Region Kanada                            |
| Tyler, Texas Region Südwest              | Falcón, Venezuela Region Lateinamerika                            |
| Hilo, Hawaii Region West                 |                                                                   |
| Niles, Michigan Region Zentral           |                                                                   |

## Ergebnisse
Die Teams wurden in zwei Gruppen eingeteilt. Jeder spielte gegen Jeden in seiner Gruppe, die beiden Ersten spielten gegeneinander den Finalplatz aus.

### Vorrunde

#### Gruppe A
| Platz | Region        | W | L | %     |
| ----- | ------------- | - | - | ----- |
| 1.    | West          | 4 | 0 | 1.000 |
| 2.    | Süd           | 2 | 2 | 0.500 |
| 3.    | Kanada        | 2 | 2 | 0.500 |
| 4.    | Asien-Pazifik | 2 | 2 | 0.500 |
| 5.    | Gastgeber     | 0 | 4 | 0.000 |

| Datum      | Zeit  | Stadion           | Begegnung     | Begegnung | Begegnung     | Ergebnis  |
| ---------- | ----- | ----------------- | ------------- | --------- | ------------- | --------- |
| 12. August | 12:00 | Mansfield Stadium | Kanada        | –         | Gastgeber     | 10:2      |
| 12. August | 14:30 | Mansfield Stadium | West          | –         | Asien-Pazifik | 17:2      |
| 13. August | 17:00 | Mansfield Stadium | Asien-Pazifik | –         | Gastgeber     | 17:12 (9) |
| 13. August | 20:00 | Mansfield Stadium | Süd           | –         | West          | 0:5       |
| 14. August | 17:00 | Mansfield Stadium | Süd           | –         | Asien-Pazifik | 4:5       |
| 14. August | 20:00 | Mansfield Stadium | West          | –         | Kanada        | 6:5       |
| 15. August | 13:00 | Mansfield Stadium | Asien-Pazifik | –         | Kanada        | 1:10      |
| 15. August | 17:00 | Mansfield Stadium | Gastgeber     | –         | Süd           | 1:11      |
| 16. August | 10:00 | Mansfield Stadium | Kanada        | –         | Süd           | 0:10      |
| 16. August | 17:00 | Mansfield Stadium | Gastgeber     | –         | West          | 4:6       |

#### Gruppe B
| Platz | Region        | W | L | %     |
| ----- | ------------- | - | - | ----- |
| 1.    | Südwest       | 3 | 0 | 1.000 |
| 2.    | Lateinamerika | 3 | 1 | 0.750 |
| 3.    | Ost           | 2 | 2 | 0.500 |
| 4.    | Zentral       | 1 | 2 | 0.333 |
| 5.    | EMEA          | 0 | 4 | 0.000 |

| Datum      | Zeit  | Stadion           | Begegnung     | Begegnung | Begegnung     | Ergebnis |
| ---------- | ----- | ----------------- | ------------- | --------- | ------------- | -------- |
| 12. August | 17:30 | Mansfield Stadium | EMEA          | –         | Ost           | 1:4      |
| 12. August | 20:00 | Mansfield Stadium | Zentral       | –         | Lateinamerika | 6:12     |
| 13. August | 10:00 | Mansfield Stadium | Südwest       | –         | EMEA          | 10:1     |
| 13. August | 13:00 | Mansfield Stadium | Ost           | –         | Zentral       | 10:1     |
| 14. August | 10:00 | Mansfield Stadium | EMEA          | –         | Zentral       | 2:12     |
| 14. August | 13:00 | Mansfield Stadium | Südwest       | –         | Lateinamerika | 9:0      |
| 15. August | 10:00 | Mansfield Stadium | Ost           | –         | Südwest       | 1:11     |
| 15. August | 20:00 | Mansfield Stadium | Lateinamerika | –         | EMEA          | 15:0     |
| 16. August | 13:00 | Mansfield Stadium | Lateinamerika | –         | Ost           | 6:2      |
| 16. August | 20:00 | Mansfield Stadium | Zentral       | –         | Südwest       | -:- *    |

* Das Spiel Zentral gegen Südwest wurde wegen Regens abgesagt und nicht mehr nachgeholt.

### Finalrunde
|  | Halbfinale       | Halbfinale |                  |        | Weltmeisterschaft | Weltmeisterschaft |
|  |                  |            |                  |        |                   |                   |
|  | 17. August       |            |                  |        |                   |                   |
|  | B2 Lateinamerika | 5          |                  |        |                   |                   |
|  | A1 West          | 4          |                  |        | 18. August        | 18. August        |
|  |                  |            | B2 Lateinamerika | 0      |                   |                   |
|  | 17. August       | 17. August |                  | A2 Süd | 9                 |                   |
|  | A2 Süd           | 4          |                  |        |                   |                   |
|  | B1 Südwest       | 1          |                  |        |                   |                   |
|  |                  |            |                  |        |                   |                   |

## Weblink
- Offizielle Webseite der Senior League World Series